# Walther Bronsart von Schellendorff
Walther Franz Georg Bronsart von Schellendorff (21 tháng 12 năm 1833, tại Danzig – 13 tháng 12 năm 1914, tại Gut Marienhof, Amt Güstrow, Mecklenburg), Tiến sĩ Luật danh dự, là một Thượng tướng Bộ binh à la suite của quân đội Phổ, Tướng phụ tá của Hoàng đế và Đức vua, về sau là Bộ trưởng Chiến tranh Phổ. Ông đã từng tham gia trong ba cuộc chiến tranh thống nhất nước Đức.

## Gia đình
Ông sinh ra trong một gia đình quý tộc Phổ cổ, là con trai của Trung tướng Phổ Heinrich Bronsart von Schellendorff (1803 – 1874) và vợ của ông này Antoinette de Rège (1810 – 1873).
Vào ngày 26 tháng 9 năm 1863, tại Altona, Bronsart von Schellendorf kết hôn với Harriet Donner (14 tháng 11 năm 1841 tại Altona – 21 tháng 9 năm 1917 tại Gut Marienhof, Amt Güstrow), con gái của một doanh nhân và giám đốc ngân hàng người Hamburg Bernhard Donner, cố vấn của chính quyền Đan Mạch và là địa chủ tại Schloss Bredeneek, và Helene Schröder (con gái của một gia đình Nam tước).
Ông là em ruột của tướng Paul Bronsart von Schellendorff, và nhậm chức Bộ trưởng Chiến tranh 10 năm sau anh trai mình.

## Sự nghiệp quân sự
Bronsart von Schellendorf rời khỏi trường thiếu sinh quân vào năm 1851, sau đó ông gia nhập Trung đoàn Bộ binh số 1 và được phong cấp bậc Trung úy vào năm 1852. Sau khi học tập tại trường cao đẳng Allgemeine Kriegsschule (sau này là Học viện Quân sự Phổ) từ năm 1855 cho tới năm 1858, ông được thuyên chuyển sang Tiểu đoàn Jäger số 8, và được bổ nhiệm làm sĩ quan phụ tá trong Quân đoàn I vào năm 1859. Vào năm 1860, ông được chuyển sang cục đo đạc địa hình của Bộ Tổng tham mưu và đến năm 1862 ông được tiến cử vào Bộ Tổng tham mưu với quân hàm Đại úy.
Trong cuộc Chiến tranh Schleswig lần thứ hai chống Đan Mạch vào năm 1864, Bronsart von Schellendorff đã tham chiến tại trận Dybbøl. Trong cuộc Chiến tranh Áo-Phổ, ông tham gia đại bản doanh của nhà vua nước Phổ. Về sau này, ông lên cấp bậc Thiếu tá.
Từ năm 1866 cho đến năm 1869, Bronsart von Schellendorff tham gia trong bộ tham mưu của Sư đoàn số 17. Vào năm 1869, ông được giao quyền chỉ huy một tiểu đoàn trong Trung đoàn Bộ binh số 87. Khi cuộc Chiến tranh Pháp-Đức (1870 – 1871), ông đã được ủy nhiệm làm Tham mưu trưởng của Quân đoàn IX dưới quyền chỉ huy của tướng Albrecht Gustav von Manstein, và tham gia các trận đánh của quân đoàn này. Từ năm 1871 cho đến năm 1875, ông giữ chức vụ Tham mưu trưởng cho Quân đoàn X.
Vào năm 1884, ông lên quân hàm Trung tướng và đồng thời là chỉ huy trưởng của Sư đoàn số 17, sau đó vào năm 1888 ông được bổ nhiệm làm Tướng tư lệnh (Kommandierender General) của Quân đoàn III, và vào năm 1890 ông là Tướng tư lệnh của Quân đoàn X.
Từ tháng 1 năm 1893, ông không giữ một cương vị cố định, và được bổ nhiệm làm Bộ trưởng Chiến tranh Phổ vào tháng 10 năm đó. Trong nhiệm kỳ của mình, ông biện hộ cho quân đội trước sự chỉ trích của Đảng Dân chủ Xã hội, và phát động một cuộc cải cách quân luật theo đề xuất của Quốc hội. Do những bất đồng với Nội các Quân sự, ông nghỉ hưu vào ngày 14 tháng 8 năm 1896. Sự ra đi của ông đã gây tiếc nuối trong các đảng phái ở Đức.
Bronsart von Schellendorff từ trần vào năm 1914 tại Gut Marienhof ở Amtsbezirk (một đơn vị hành chính của Phổ) Güstrow. Ông còn là chủ của các điền trang Groß- và Klein-Tessin ở Güstrow.

## Phong tặng
- Huân chương Đại bàng Đen với chuỗi dây chuyền [3]
- Đại Thập tự của Huân chương Đại bàng Đỏ với lá sồi và bảo kiếm trên chiếc nhẫn [3]
- Huân chương Vương miện, hạng nhất, với bảo kiếm trên chiếc nhẫn (Phổ) [3]
- Huân chương Thập tự Sắt năm 1870, hạng nhất và hạng hai (Phổ) [3]
- Giải thưởng phục vụ của Phổ [3]
- Đại Thập tự của Huân chương Dòng họ Albrecht Gấu (Anhalt) [3]
- Đại Thập tự của Huân chương Chiến công (Bayern) [3]
- Đại Thập tự của Huân chương Heinrich Sư tử với bảo kiếm (Brunswick) [3]
- Đại Thập tự của Huân chương Ludwig (Hesse-Darmstadt) [3]
- Chỉ huy hạng hai của Huân chương Philipp Cao thượng với bảo kiếm (Hesse-Darmstadt) [3]
- Huân chương Chiến công (Hesse-Darmstadt) [3]
- Đại Thập tự của Huân chương Dòng họ Wendischen Krone với Vương miện Vàng (Mecklenburg-Schwerin) [3]
- Đại Thập tự của Huân chương Griffon (Mecklenburg-Schwerin) [3]
- Huân chương Chiến công, hạng nhì (Mecklenburg-Schwerin) [3]
- Đại Thập tự Danh dự của Huân chương Dòng họ và Quân công Peter Friedrich Ludwig (Oldenburg) [3]
- Huân chương Rautenkrone (Sachsen) [3]
- Đại Thập tự của Huân chương Vương miện với bảo kiếm (Württemberg) [3]
- Song Long bảo tinh, loại III, hạng nhất (Mãn Thanh) [3]
- Đại Thập tự của Huân chương Redemptoris (Hy Lạp) [3]
- Đại Thập tự của Huân chương Thánh István của Hungary [3]
- Huân chương Vương miện Sắt, hạng ba (Áo) [3]
- Đại Thập tự của Huân chương Aviz (Bồ Đào Nha) [3]
- Huân chương Thánh Anna, hạng nhất với Kim cương (Nga) [3]